# Bahnhof Payerbach-Reichenau
Der Bahnhof Payerbach-Reichenau ist der Bahnhof der Gemeinden Payerbach und Reichenau an der Rax im Bundesland Niederösterreich. Er ist Teil der Südbahn auf dem Abschnitt der Semmeringbahn und wurde 1854 eröffnet.

## Geschichte
Errichtet mit der Semmeringbahn als Provisorium wurde bereits im Jahr 1875 ein eigenständiger Bahnhof für Payerbach errichtet. Einen besonderen Aufschwung erlebte die Eisenbahnstation durch das Kaiserhaus, für welches sogar ein eigener Warteraum eingerichtet wurde. Ab 1926 war der Bahnhof dann zusätzlich Ausgangspunkt für Personenzüge der schmalspurigen Höllentalbahn nach Hirschwang an der Rax, die bereits 1918, zunächst als Materialbahn einer Papierfabrik, in Betrieb war. Der Bahnhof Payerbach-Reichenau gewann damit vor allem für Wochenendausflüger zur Rax und zur Raxseilbahn an Bedeutung.

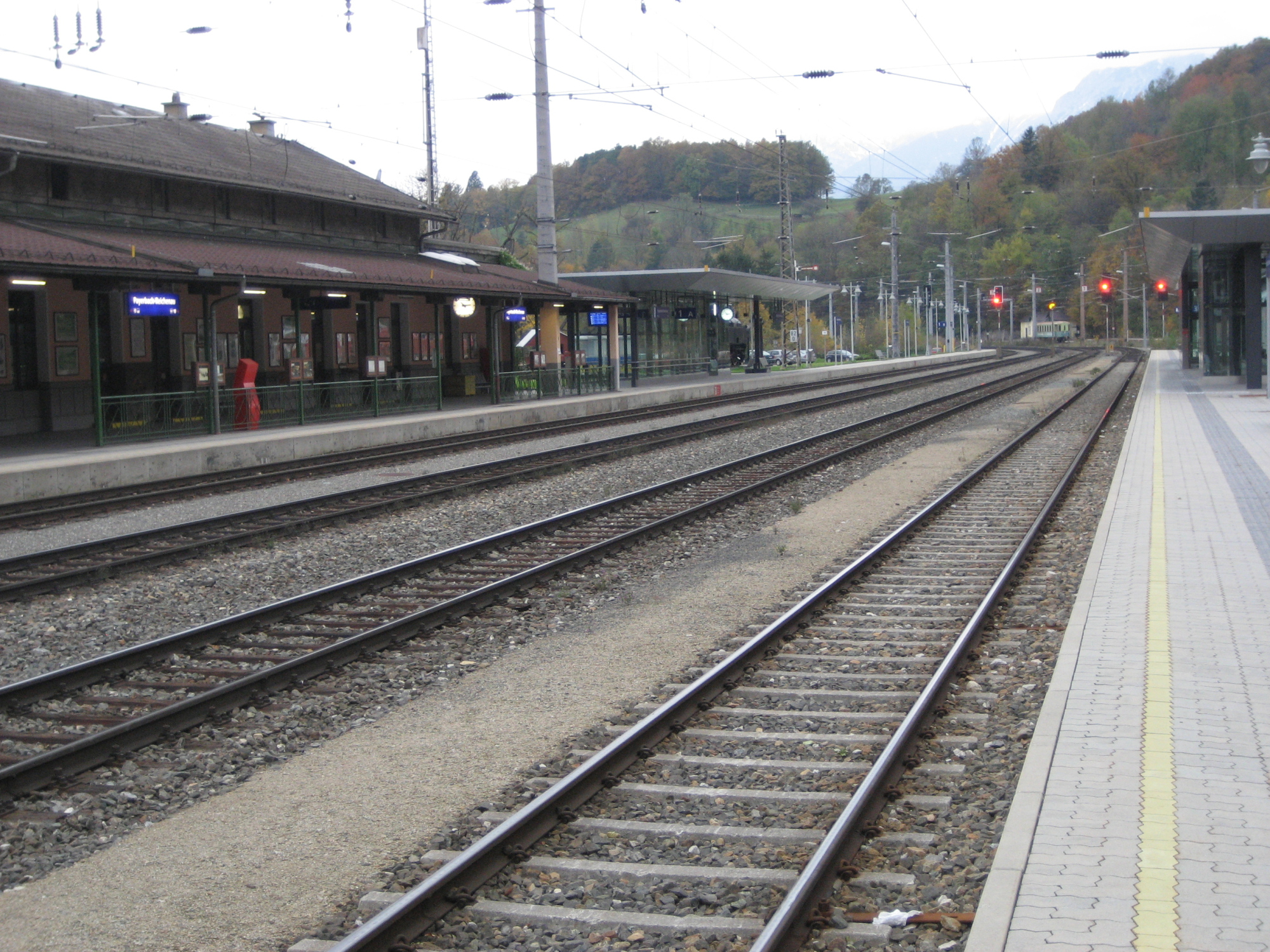
Bahnsteige

 Um den Umstieg zu erleichtern, wurde die Höllentalbahn 1927 um 125 m bis vor das Aufnahmegebäude des Bahnhofs verlängert und ein Fußgängertunnel zu den Gleisen der Südbahn angelegt. 1963 wurde der Personenverkehr der Höllentalbahn eingestellt. Seit 1979 wird die Strecke als Museumsbahn wieder im Personenverkehr an Wochenenden betrieben. Der direkte Anschluss am Bahnhof Payerbach-Reichenau wurde allerdings abgebaut, Umsteiger zur Höllentalbahn müssen ca. 400 m Fußweg zurücklegen.
Der Bahnhof ist auch heute noch Ausgangsbahnhof für die meisten Regionalexpress- und Regionalzüge Richtung Wien bzw. Wien-Floridsdorf sowie für Regionalzüge Richtung Mürzzuschlag. In der Zeit der Festspiele Reichenau halten auch einige Fernverkehrszüge. Ansonsten hat der Bahnhof seine frühere Bedeutung für den Fernverkehr verloren. 1974 bestanden bspw. noch direkte Verbindungen von Rom und nach Athen. Heutzutage hält jedoch nur noch ein Schnellzug (D) im morgendlichen Verstärkerverkehr von Graz nach Wien im Bahnhof.
In den Jahren 2006 bis 2008 wurde der Bahnhof im Zuge der Bahnhofsoffensive barrierefrei umgebaut. Das historische, unter Denkmalschutz stehende, Bahnhofsgebäude blieb jedoch weitestgehend erhalten.

## Betrieb
Für das Fahrplanjahr 2024 verkehren, seit dem 10. Dezember 2023, folgende Züge mit planmäßigen Halten in Payerbach-Reichenau:

### Fernverkehr
Im Fernverkehr der ÖBB wird Payerbach-Reichenau von Montag bis Freitag durch einen D-Zug als Verstärkerzug am Morgen angefahren. Dieser verkehrt auf der Gesamtrelation Graz Hauptbahnhof nach Wien Hauptbahnhof.
| Betreiber                    | Zug   | Streckenverlauf                                                                            | Takt                   |
| ---------------------------- | ----- | ------------------------------------------------------------------------------------------ | ---------------------- |
| Österreichische Bundesbahnen | D 854 | Graz Hbf - Mürzzuschlag - Semmering - Payerbach-Reichenau - Wiener Neustadt Hbf - Wien Hbf | 1 Zug am Tag (Mo.–Fr.) |

### Regionalverkehr
Im Regionalverkehr wird der Bahnhof regelmäßig von drei Linien angefahren. An Wochentagen verkehrt der CJX9 halbstündlich von Payerbach-Reichenau nach Wiener Neustadt Hauptbahnhof. Im Stundentakt verkehren die Züge dann verlängert über Wien Hauptbahnhof bis Wien Floridsdorf.
Der R91 bedient aller zwei Stunden, im Anschlussverkehr zum CJX9, die Verbindung nach Mürzzuschlag. Der REX3 verkehrt wochentags morgendlich einmal über Wiener Neustadt Hauptbahnhof nach Wien Floridsdorf.
| Betreiber                    | Zug    | Streckenverlauf                                                                                         | Takt                    |
| ---------------------------- | ------ | --- | ----------------------- |
| Österreichische Bundesbahnen | R REX3 | Payerbach-Reichenau - Gloggnitz - Wiener Neustadt Hbf. - Mödling - Wien Hbf. - Wien Floridsdorf         | 1 Zug am Tag (Mo.–Fr.)  |
| Österreichische Bundesbahnen | R CJX9 | Payerbach-Reichenau - Gloggnitz - Wiener Neustadt Hbf. (- Wien Meidling - Wien Hbf. - Wien Floridsdorf) | 30 Minuten (60 Minuten) |
| Österreichische Bundesbahnen | R R91  | Payerbach-Reichenau - Semmering - Mürzzuschlag                                                          | 120 Minuten             |

### S-Bahn Wien
Bei der S-Bahn Wien bedient der Bahnhof Payerbach-Reichenau nur am Wochenende und Feiertags eine Verbindung zum Bahnhof Wiener Neustadt Hauptbahnhof und dann über Wien Hauptbahnhof nach Wien Floridsdorf.
| Linie | Streckenverlauf                                                                                 | Takt                                 |
| ----- | ----------------------------------------------------------------------------------------------- | ------------------------------------ |
| S3    | Payerbach-Reichenau - Gloggnitz - Wiener Neustadt Hbf. - Mödling - Wien Hbf. - Wien Floridsdorf | 1 Zug am Tag (Sa.,So. und Feiertags) |

### Busverkehr im Verkehrsverbund Ost-Region
Aktuell verkehren vom Vorplatz des Bahnhofes drei Buslinien in das Umland und die Region. Betrieben werden diese vom österreichischen Busunternehmen Retter Linien.
| Linie   | Streckenverlauf                                                                                                | Takt                     |
| ------- | --- | ------------------------ |
| Bus 341 | Payerbach-Reichenau - Reichenau an der Rax - Hirschwang an der Rax Seilbahn (- Schwarzau im Gebirge Ortsmitte) | 60 Minuten (120 Minuten) |
| Bus 342 | Payerbach-Reichenau - Reichenau an der Rax - Hirschwang an der Rax - Prein an der Rax                          | 120 Minuten              |
| Bus 345 | Payerbach-Reichenau - Küb - Gloggnitz                                                                          | 120 Minuten              |